# Jindřich Helgert
Jindřich Helgert (* 17. července 1942 Teplice-Šanov) je bývalý český fotbalový útočník.

## Hráčská kariéra
V československé lize hrál za Slovan Teplice, aniž by skóroval (06.12.1964–31.05.1965).

### Prvoligová bilance
| Ročník          | Zápasy | Góly | Minuty | Klub              |
| --------------- | ------ | ---- | ------ | ----------------- |
| I. liga 1964/65 | 2      | 0    | 44     | TJ Slovan Teplice |
| CELKEM I. LIGA  | 2      | 0    | 44     |                   |